# Batubi Jaya
Batubi Jaya is een bestuurslaag in het regentschap Natuna van de provincie Riau-archipel, Indonesië. Batubi Jaya telt 1304 inwoners (volkstelling 2010).